# Portes persiques
Les Portes persiques, en persan دربند پارس, Tang-e Meyran, sont un col de montagne d'Iran marquant la frontière entre les provinces de Fars et de Kohguilouyeh-et-Bouyer-Ahmad, au sud du Dena, dans les monts Zagros.

## Histoire
En 330 av. J.-C. s'y est déroulée une bataille entre l'armée macédonienne menée par Alexandre le Grand et les troupes de l'Empire perse de Ariobarzane.